# Quadro de dispositivos para aplicações na eletrônica de potência
| DISPOSITIVO | SIGNIFICADO | SÍMBOLO | CURVA CARACTERISTICA | EQUIVALENTE PARA OPERAÇÕES COMUNS | DIFERENÇAS CONTRUTIVAS ENTRE COMPONENTES COMUNS E DE POTÊNCIA | EQUAÇÃO CORRESPONDENTE                                                  | APLICAÇÕES |
| ----------- | --- | ------- | -------------------- | --------------------------------- | --- | ----------------------------------------------------------------------- | --- |
| BJT ou TBJ  | Bipolar Junction Transistor ou Transitor Bipolar de Junção                                                           |         |                      | BJT Comum                         | Geralmente os BJT's de Potência são maiores facilitando a dissipação do calor gerado no processo | ic = hfe ib + hoe vce vbe = hie ib + hre vce                            | * Chave eletrônica de controle * Amplificador de sinais                                                                                                   |
| MOSFET      | Metal Oxide Semiconductor Field Effect Transistor ou Transistor de Efeito de Campo de Semicondutor de Óxido Metálico |         |                      | MOSFET                            | Não existe | Ficheiro:MOSFET EQ.jpg                                                  | * Resistência controlada por tensão * Circuitos de comutação de potência * Misturadores de freqüência, com MOSFET de comporta dupla.                      |
| DIODO       | Diodo |         |                      | Diodo Comum                       | Diodos de potência são caracterizados por apresentar uma maior área de secção reta (para permitir maiores correntes) e maior comprimento (a fim de suportar tensões mais elevadas)                        | {\displaystyle I_{D}=I_{S}\left(e^{\frac {V_{D}}{\eta V_{T}}}-1\right)} | * Circuitos limitadores ou recortadores * Circuitos fixadores * Circuitos multiplicadores de tensão * Circuitos detetores * Filtros * Retificadores       |
| SCR         | Silicon Controled Rectifier ou Retificador Controlado de Silício                                                     |         |                      | SCR Comum                         | Assim como os diodos de potência os SCR's são caracterizados por apresentar uma maior área de secção reta (para permitir maiores correntes) e maior comprimento (a fim de suportar tensões mais elevadas) | -                                                                       | * Chave estática * Sistema de controle de fase * Carregador de bateria * Sistema de emergência de iluminação com uma única fonte * Retificador Controlado |
| SIDAC       | SIlicon Diode for Alternating Current ou Diodo de Silício para Corrente Alternada                                    |         |                      | SIDAC                             | Não existe | -                                                                       | * Proteção contra sobretensão * Gerador dente-de-serra * Disparo de TRIAC                                                                                 |
| TRIAC       | TRIode for Alternating Current ou Triodo de Corrente Alternada                                                       |         |                      | TRIAC                             | Não existe | -                                                                       | * Controlador de potência para cargas alimentadas com corrente alternada                                                                                  |
| GTO         | Gate Turn-Off ou Desligamento pelo Gate                                                                              |         |                      | GTO                               | Não existe | -                                                                       | * Variação da velocidade do motores * Inversor de alta potência e tração                                                                                  |